# Dario Campos
Dario Campos, O.F.M. (Castelo, 9 de junho de 1948) é um frade franciscano e bispo católico brasileiro. Desde 2024 é o arcebispo metropolitano emérito de Vitória.

## Presbiterato
Nasceu em 1948, na cidade de Castelo, na região Sul do Espírito Santo.  Ordenado sacerdote em dezembro de 1977, foi diretor do Colégio Santo Antônio, em Belo Horizonte, de 1984 a 1991. De 1995 a 2000 foi ministro provincial da Província Franciscana de Santa Cruz.

## Episcopado
No dia 5 de julho de 2000 foi nomeado bispo coadjutor de Araçuaí e recebeu a ordenação episcopal em 26 de setembro desse mesmo ano das mãos de Dom Serafim Fernandes de Araújo, Dom Crescênzio Rinaldini e de seu confrade Dom José Belisário da Silva. Em 8 de agosto de 2001 tornou-se bispo diocesano de Araçuaí, sucedendo a Dom Crescênzio Rinaldini.  Em 23 de junho de 2004 foi nomeado bispo de Leopoldina, tendo sido empossado no dia 11 de agosto desse mesmo ano.
Durante esse período, atuou como membro do Conselho Episcopal de Pastoral do regional Leste 2 da Conferência Nacional dos Bispos do Brasil (CNBB). Foi responsável pelo Setor Vocações e Ministérios de 2002 a 2006, pelos Presbitérios do regional, e pelo Setor de Animação Vocacional de 2006 a 2010.

### Bispo de Cachoeiro de Itapemirim
No dia 27 de abril de 2011 foi nomeado pelo Papa Bento XVI para a Diocese de Cachoeiro de Itapemirim. 
Na função de bispo de Cachoeiro de Itapemirim, Dom Dario sempre se mostrou próximo de seus fiéis, mantendo os esforços pastorais da Diocese, ele buscou destacar a relevância das comunidades eclesiais de base e a importância da união entre o presbitério.
Em 2015, assumiu a presidência da Santa Casa de Misericórdia de Cachoeiro de Itapemirim, sendo uma importante liderança na administração do hospital. Com sua credibilidade sempre levou o nome e  as demandas da instituição junto a empresários e autoridades políticas.

### Arcebispo de Vitória do Espírito Santo.
Em 7 de novembro de 2018 foi nomeado pelo Papa Francisco para a Arquidiocese de Vitória. Dom Dario começou seu ministério episcopal em Vitória em janeiro de 2019, e uma de suas primeiras ações foi convocar uma Assembleia do Povo de Deus. Durante esse período, ele visitou todas as áreas pastorais, preparando a comunidade para a Assembleia.
Durante sua gestão pastoral, priorizou as paróquias, realizando visitas sempre que sua agenda permitia, especialmente durante as festividades dos padroeiros. Ele propôs a vivência da fé fundamentada nas características da Igreja no Espírito Santo, em sintonia com a Conferência Nacional dos Bispos do Brasil (CNBB) e com o Papa Francisco. Além disso, destacou a fraternidade, um valor franciscano que permeia sua vocação.
Em junho de 2019, foi fundamental na criação do Fórum Igreja e Sociedade, que continua a se reunir com a finalidade de coordenar atividades sociais fundamentadas nos princípios da Doutrina Social da Igreja. Em 2021, reabriu a Escola Diaconal, e a primeira turma desta reabertura está em processo formativo em vista da ordenação como diáconos permanentes. 
Em 30 de dezembro de 2024, teve sua renúncia aceita pelo Papa Francisco ao governo pastoral. Como seu sucessor foi nomeado Dom Ângelo Ademir Mezzari, R.C.J, até então bispo auxiliar de São Paulo.

## Ordenações Episcopais
Dom Dario foi o celebrante principal das ordenações episcopais de::
1. Andherson Franklin Lustoza de Souza, nomeado bispo auxiliar de Vitória do Espírito Santo, aos 19 de fevereiro de 2022, em Cachoeiro de Itapemirim.

Foi coadjutor da ordenação episcopal de:
1. Vicente de Paula Ferreira, C.Ss.R., nomeado bispo auxiliar de Belo Horizonte, aos 27 de maio de 2017, em Belo Horizonte. O celebrante principal foi Dom Walmor Oliveira de Azevedo.
2. Juarez Delorto Secco, nomeado bispo auxiliar de São Sebastião do Rio de Janeiro, aos 9 de setembro de 2017, em Cachoeiro de Itapemirim. O celebrante principal foi Dom Orani João Cardeal Tempesta, O.Cist.
3. Lauro Sérgio Versiani Barbosa, nomeado bispo de Colatina, aos 25 de janeiro de 2022, em Viçosa. O celebrante principal foi Dom Airton José dos Santos.
4. Francisco de Oliveira Vidal, nomeado bispo de Alagoinhas, aos 19 de novembro de 2022, em Governador Valadares. O celebrante principal foi Dom Antônio Carlos Félix.